# Герб Зубцовского района
Герб муниципального образования «Зубцо́вский район» Тверской области Российской Федерации.
Герб утверждён Решением совета депутатов Зубцовского района 12 августа 2004 года.
Герб внесён в Государственный геральдический регистр Российской Федерации под регистрационным номером 1602.

## Описание герба
«В золотом щите восемь видимых червлёных остроконечных зубцов».

## Обоснование символики

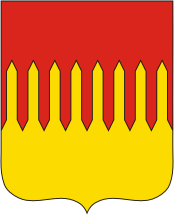
Герб Зубцова (1780 год)

В основе герба Зубцовского района исторический герб Зубцова, который был Высочайше утверждён 10 октября 1780 года императрицей Екатериной II вместе с другими гербами городов Тверского наместничества.
Подлинное описание герба города Зубцова гласило:

«Городъ Зубцовъ имѣетъ старый гербъ: въ красномъ полѣ золотая стена съ старинными зубцами».
6 июня 2006 года был утверждён герб городского поселения «город Зубцов», полностью повторяющий исторический герб города 1780 года.
12 августа 2004 года был утверждён герб Зубцовского района, который в отличие от исторического герба 1780 года имел червлёные зубцы в золотом поле.
Основные элементы исторического герба — зубцы, вошли в композицию официальных гербов сельских поселений Зубцовского района.

Гербы муниципальных образований Зубцовского района, созданные на основе исторического герба Зубцова
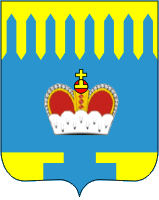
Вазузское сельское поселение
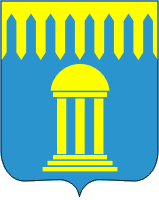
Дорожаевское сельское поселение
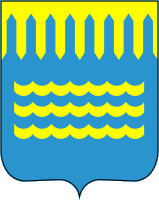
Зубцовское сельское поселение
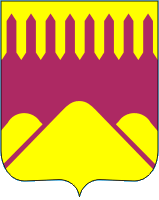
Княжьегорское сельское поселение
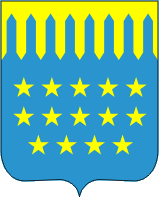
Погорельское сельское поселение
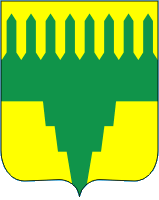
Столипинское сельское поселение
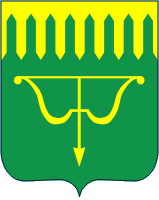
Ульяновское сельское поселение

- Гербы районов Тверской области
- Флаг Зубцовского района